# Steinbrüche von Bernard Mestrallet

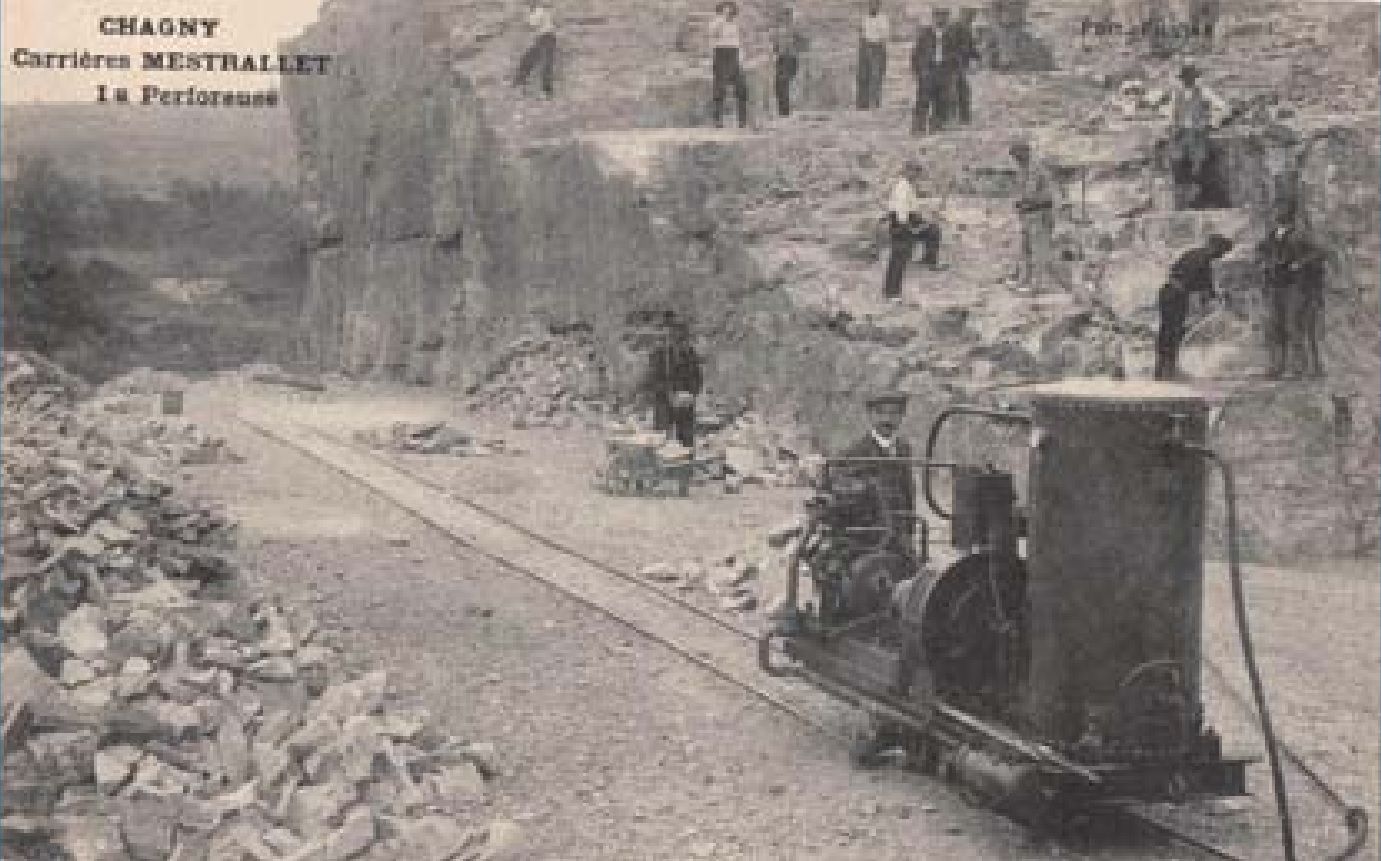
Steinbrüche von Mestrallet in Chagny: Bernard Mestrallet und sein Presslufthammer

Die Steinbrüche von Bernard Mestrallet dienten dem Abbau von Kalk in Chagny (Saône-et-Loire).

## Geschichte

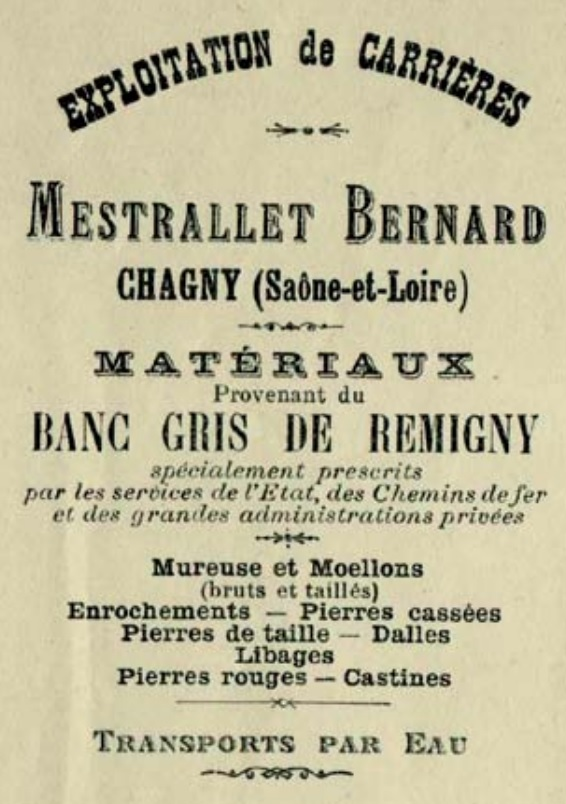
Produktspektrum der Steinbrüche

In Chagny wurden mehrere Steinbrüche betrieben. Sie befanden sich auf dem Hügel im Südwesten der Gemeinde, hinter der Brücke von Bouzeron, der Montagne de l'Hermitage genannt wird.
Bernard Mestrallet (* in Chambéry) übernahm 1910 die Steinbrüche Le Levant, Cornade und Collonge von der Firma Valentin und ließ das imposante, noch heute existierende Herrenhaus am Kanal errichten, das später in den Besitz der Familie Kruschwitz überging. Bernard Mestrallet war einer der ersten, der einen Presslufthammer einsetzte. Er war der Hauptlieferant von Kalkstein für die Firma Schneider in Le Creusot, die große Mengen dieses Kalksteins benötigten, um ihn zu Branntkalk für die Herstellung von Gusseisen zu verarbeiten.

## Produkte
Bernard Mestrallets Steinbruchbetrieb in Chagny (Saône-et-Loire) baute Gestein aus der grauen Schicht des Remigy-Kalksteinvorkommens ab, das besonders bei den Dienststellen des Staates, der Eisenbahnen und der großen privaten Verwaltungen beliebt war. Es gab folgende Produkte:
- Mauerwerk- und Pflastersteine (roh oder behauen)
- Steineinfassungen
- Bruchsteine
- Behauene Steine
- Fundamentplatten (Dalles Libages)
- Rote Steine
- Zusatzstoffe für die Gusseisenherstellung (Castine)

## Transport

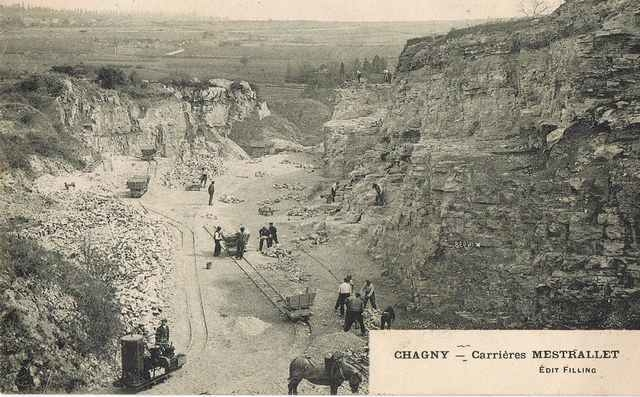
Steinbrüche von Mestrallet in Chagny

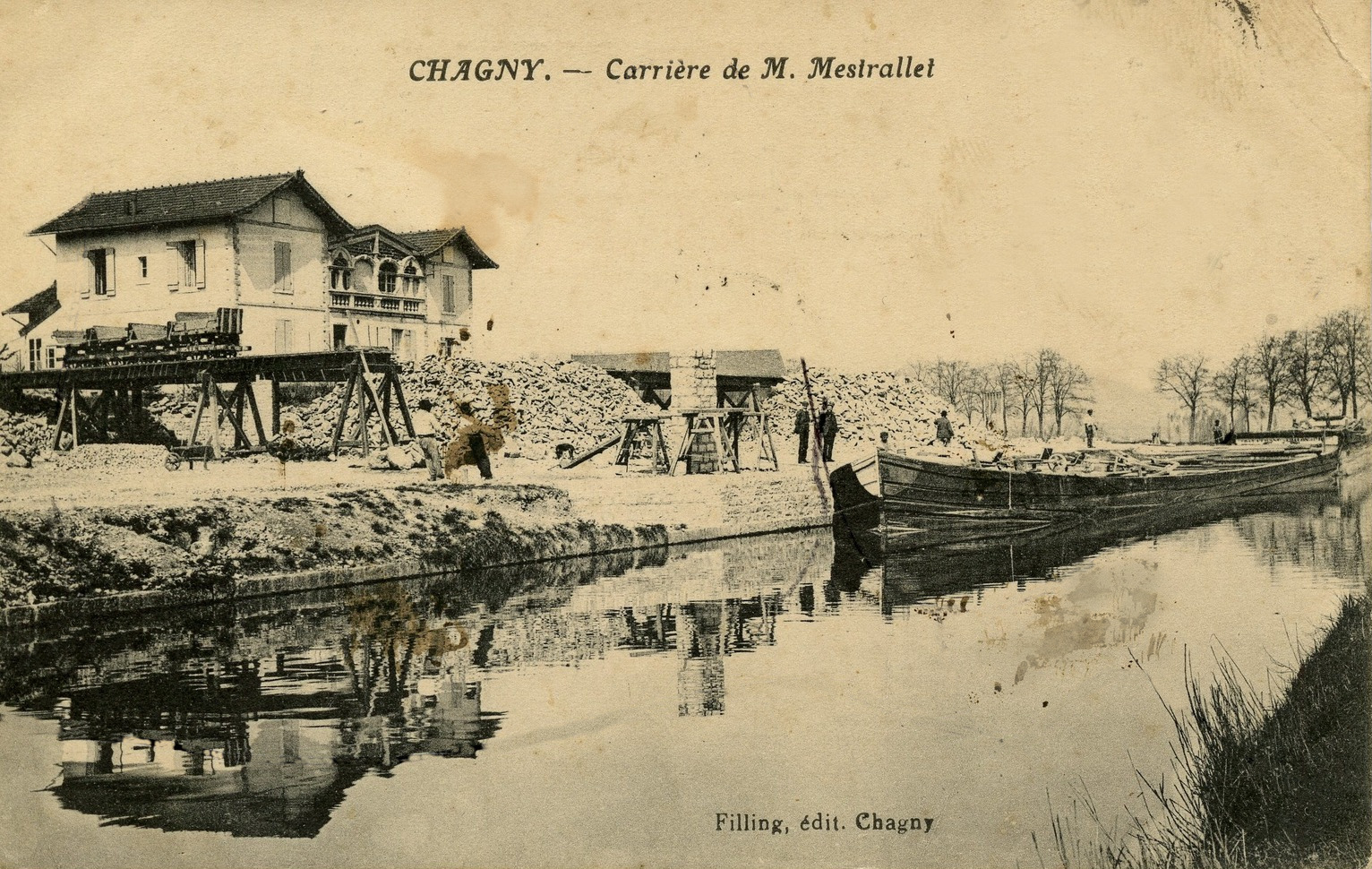
Verladestelle am Canal du Centre

Von der Abbaustelle wurde der Stein mit Loren auf einer von Hand oder mit Zugtieren betriebenen Feldbahn auf den Damm am Canal du Centre gebracht und dann mit Schubkarren auf Lastkähne verladen. Anschließend wurde der Kahn 800 m weiter auf die Höhe des Bahnhofs gezogen, wo der Stein erneut mit Schubkarren aufgenommen und auf einen Zug verladen wurde, der auf der Höhe des Kanals über ein eigens für diesen Zweck vom Bahnhof aus gebautes Gleis aufgestellt wurde.